# Противоминная артиллерия
Противоми́нная артилле́рия, артиллерия противоминного калибра — исторически, артиллерия броненосцев, линкоров, линейных крейсеров, крейсеров, предназначенная для отражения атак лёгких кораблей противника, оснащенных торпедным оружием — самодвижущимися минами: минных катеров, миноносок, впоследствии торпедных катеров, миноносцев, эсминцев и лидеров.
В различное время к противоминной артиллерии относились орудия различного калибра: в XIX веке орудия мелкого калибра: 47-88-мм, в эпоху Дредноутов — среднего. Например, на русских линкорах типа «Севастополь» к противоминной артиллерии относились казематные 120-мм артиллерийские установки, а на более раннем броненосце «Потёмкин» к противоминным относились 75-мм пушки.

## Противоминная артиллерия во времена дредноутов
| Орудие                               | BL 4-inch Mk VII    | 120-мм Канэ          | 120-мм/50 Виккерса | Britain, Italy and Japan 4.7-inch (12 cm) QF Guns      | 4.7"/45 (12 cm) Mark V | 5"/51 Mark 8. | Б-7             | 138,6 mm/55 Model 1910 | 14 cm/50          | 6"/45 (15.2 cm) BL Mark XII | 15 cm/45 SK L/45    |
| ------------------------------------ | ------------------- | -------------------- | ------------------ | ------------------------------------------------------ | ---------------------- | ------------- | --------------- | ---------------------- | ----------------- | --------------------------- | ------------------- |
| Год начала эксплуатации              | 1904                | 1892                 | 1905               | 1885                                                   | 1895                   | 1911          | 1911            | 1910                   | 1914              | 1913                        | 1906                |
| Калибр, мм                           | 102                 | 120                  | 120                | 120                                                    | 120                    | 127           | 130             | 138                    | 140               | 152                         | 149                 |
| Длина ствола, калибров               | 50                  | 45                   | 50                 | 45                                                     | 45                     | 51            | 55              | 55                     | 50                | 45                          | 45                  |
| Скорострельность, выстрелов в минуту | 6-8                 | 12-14                | 7                  | 5—6                                                    | 8—10                   | 8—9           | 6(7)            | 6                      | 8                 | 6                           | 6-7                 |
| Углы склонения                       | −10°/+15°           | −10°/+25°            | −10°/+20°          | −10°/+20°                                              | −10°/+20°              | −10°/+15°     | −5°/+20°        | −7°/+15°               | −7°/+20°          | −7°/+15°                    | −7°/+20°            |
| Тип заряжания                        | раздельно-гильзовое | унитарное            | картузное          | картузное                                              | картузное              | картузное     | картузное       | картузное              | картузное         | картузное                   | раздельно-гильзовое |
| Тип снаряда                          | фугасный            | бронебойный/фугасный | фугасный           | полубронебойный, бронебойный, фугасный, шрапнель и др. | фугасный               | бронебойный   | фугасный        | бронебойный/фугасный   | общего назначения | полубронебойный             | различные           |
| Вес снаряда, кг                      | 14,1                | 20,47/ 20,48         | 20,48/28,97        | 20,4                                                   | 20,4                   | 22,7          | 36,86(33,5)     | 36,5/31,5              | 38                | 45,3                        | 45,3                |
| Начальная скорость, м/с              | 869                 | 823                  | 823/792            | 660                                                    | 710                    | 960           | 823(861)        | 830/840                | 850               | 853                         | 835                 |
| Максимальная дальность стрельбы, м   | 10 600              | 11 306               | 11 306/13 900      | 9050                                                   | 10 940                 | 12 850        | 15 364 (18 655) | 12 000/?               | 15 800            | 12 344                      | 14 900              |
| Огневая производительность кг/мин.   | 85—112              | 246—267              | 143/203            | 102-143                                                | 163-204                | 182-204       | 221(235)        | 219/189                | 304               | 272                         | 272-317             |

## Противоминная артиллерия в период 2-й мировой войны
Сформировавшиеся к концу 1-й мировой войны характерные калибры ПМА в основном продолжали существование до середины XX века, с учётом постоянного совершенствования артиллерийских систем. Существенным фактором, повлиявшим на облик противоминной артиллерии в 1930—1940-х гг., стал прогресс авиации, потребовавший дополнительного вооружения боевых кораблей зенитными орудиями, способными уничтожать атакующие самолёты до выхода их на рубеж применения противокорабельных средств нападения. В результате, ввиду необходимости учитывать ограниченную грузоподъёмность кораблей, возник новый класс корабельного вооружения, обладающий способностью вести огонь как по надводным, так и по воздушным целям — универсальная артиллерия.
Тем не менее, так как к артсистемам, действующим против кораблей и авиации, предъявляются несовместимые требования по скорострельности и поражающему действию снарядов, создание эффективных универсальных артустановок оказалось трудноразрешимой задачей. Не увенчались успехом попытки приспособить для зенитной стрельбы 203-мм и 155-мм орудия Японского флота, 152-мм и 130-мм орудия флота Французского. В связи с этим большинство кораблей класса линкор имело на вооружении, помимо зенитной артиллерии, установки среднего калибра: 152 мм (Великобритания), 120, 135, 152 мм (Италия), 155 мм (Япония), 150 мм (Германия), фактически противоминными оставались вспомогательные АУ французских тяжёлых кораблей, 152-мм АУ планировались к установке на советские линкоры и линейные крейсера. Значительное количество линкоров и линейных крейсеров постройки времён 1-й мировой войны сохраняли на вооружении казематные орудия калибра 120—152 мм. Однако события войны, показавшие, что решающим средством уничтожения крупных надводных кораблей стала авиация, знаменовали собой повсеместный отказ от неуниверсальной корабельной артиллерии.